# Omero
Omero ist als italienische Form von Homer ein italienischer männlicher Vorname.

## Namensträger
- Omero Antonutti (1935–2019), italienischer Schauspieler
- Omero Bonoli (1909–1985), italienischer Turner
- Omero Capanna (1942–2003), italienischer Schauspieler und Stuntman
- Omero Capozzoli (1923–2001), uruguayischer Maler und Cineast
- Omero Tognon (1924–1990), italienischer Fußballspieler und -trainer
- Omero Vecchi (Luciano Folgore; 1888–1966), italienischer Maler und Schriftsteller